# Japans Grand Prix 2001
Japans Grand Prix 2001 var det sista av 17 lopp ingående i formel 1-VM 2001.

## Resultat
1. Michael Schumacher, Ferrari, 10 poäng
2. Juan Pablo Montoya, Williams-BMW, 6
3. David Coulthard, McLaren-Mercedes, 4
4. Mika Häkkinen, McLaren-Mercedes, 3
5. Rubens Barrichello, Ferrari, 2
6. Ralf Schumacher, Williams-BMW, 1
7. Jenson Button, Benetton-Renault
8. Jarno Trulli, Jordan-Honda
9. Nick Heidfeld, Sauber-Petronas
10. Jacques Villeneuve, BAR-Honda
11. Fernando Alonso, Minardi-European
12. Heinz-Harald Frentzen, Prost-Acer
13. Olivier Panis, BAR-Honda
14. Enrique Bernoldi, Arrows-Asiatech
15. Jos Verstappen, Arrows-Asiatech
16. Alex Yoong, Minardi-European
17. Giancarlo Fisichella, Benetton-Renault (varv 47, växellåda)

### Förare som bröt loppet
- Pedro de la Rosa, Jaguar-Cosworth (varv 45, oljeläcka)
- Tomáš Enge, Prost-Acer (42, bromsar)
- Eddie Irvine, Jaguar-Cosworth (24, bränslerigg)
- Kimi Räikkönen, Sauber-Petronas (5, kollision)
- Jean Alesi, Jordan-Honda (5, kollision)

## VM-slutställning
| Förarmästerskapet 1. Michael Schumacher, Ferrari, 123 2. David Coulthard, McLaren-Mercedes, 65 3. Rubens Barrichello, Ferrari, 56 | Konstruktörsmästerskapet 1. Ferrari, 179 2. McLaren-Mercedes, 102 3. Williams-BMW, 80 |